# Кисуцке Нове Место
Кисуцке Нове Место (слч. Kysucké Nové Mesto, мађ. Kiszucaújhely) град је у Словачкој, у оквиру Жилинског краја.

## Географија
Кисуцке Нове Место је смештено у северозападном делу државе. Главни град државе, Братислава, налази се 200 km југозападно од града.
Рељеф: Кисуцке Нове Место се развило у долини реке Кисуце, на месту где иде узаном долином. Надморска висина града је око 360 m. Изнад града се издиже планина Кисучка врховина.
Клима: Клима у Кисуцком Новом Месту је умерено континентална.
Воде: Кроз Кисуцке Нове Место протиче река Кисуца, најважнија река у држави. Она дели град на два дела.

## Историја
Људска насеља на овом простору датирају још из праисторије. Насеље под данашњим именом први пут се спомиње у 1244. г., а 1325. г. насеље је добило градска права. Током следећих векова град је био у саставу Угарске као обласно трговиште.
Крајем 1918. г. Кисуцке Нове Место је постало део новоосноване Чехословачке. У време комунизма град је нагло индустријализован, па је дошло до наглог повећања становништва. После осамостаљења Словачке град је постао њено значајно средиште, али је дошло и до проблема везаних за преструктурирање привреде.

## Становништво
| Година:    | 1994.  | 2004.   | 2014.   | 2024.   |
| ---------- | ------ | ------- | ------- | ------- |
| Број људи: | 16 165 | 16 501  | 15 431  | 14 306  |
| Разлика:   |        | +2,07 % | -6,48 % | -7,29 % |

| Година:    | 2023.  | 2024.   |
| ---------- | ------ | ------- |
| Број људи: | 14 380 | 14 306  |
| Разлика:   |        | -0,51 % |

Данас Кисуцке Нове Место има око 14.300 становника и последњих година број становника опада.
Етнички састав: По попису из 2021. г. састав је следећи:
- Словаци - 93,9%,
- Чеси - 0,6%,
- Роми - 0,03%,
- остали.

Верски састав: По попису из 2021. г. састав је следећи:
- римокатолици - 73,8%,
- атеисти - 16,0%,
- лутерани - 0,7%,
- остали.

## Партнерски градови
- Rive-de-Gier